# Porto Amboim
Porto Amboim es una ciudad portuaria de la provincia del Cuanza Sul, en Angola. Tiene cerca de 66 mil habitantes y 4638 km². Fue fundada en 1923.
En el pasado, Porto Amboim estaba conectado a Gabela por un ferrocarril aislado de vía estrecha de 123 km y 610 mm, aunque se cerró en 1987 debido a la guerra civil y al abandono de la mayoría de las plantaciones de café, la mayor fuente de ingresos de Gabela. 
Originalmente Porto Amboim se conocía como Kissonde, un pequeño pueblo colonizado más tarde en 1587 por los portugueses denominándolo Benguela y más tarde Benguela Velha (Antigua Benguela) debido a la creación de otro pueblo hoy conocido como Benguela situado a 350 km al sur de Benguela Velho. 
En 1923, el nombre fue cambiado a Porto Amboim. Hoy (2014) Porto Amboim es una de las áreas de crecimiento de la industria offshore. El presal frente a la costa de Angola, con Porto Amboim en el centro es un área de desarrollo planificado. Con empresas como Paenal, una empresa conjunta entre Sonangol, SBM y DSME y Heerema Porto Amboim, los dos principales astilleros de fabricación offshore, Porto Amboim se está desarrollando mucho.
- Datos: Q1018592
- Multimedia: Porto Amboim / Q1018592